# 永井穂花
永井 穂花（ながい ほのか、2001年1月29日 - ）は、日本のアイドル、元子役。女性アイドルグループ・強がりセンセーションのメンバー。
神奈川県出身。身長154cm。元シーアンドティー（キャロット）→TWIN PLANET→フレオマネジメント所属。かつては安田 帆花（やすだ ほのか）としても活動していた。

## 略歴
2005年に子役としてシーアンドティーに所属しデビュー。その後アイドルグループ「スマイル学園」3期生としてスマイルプロモーションに所属。2015年3月22日にグループ卒業。
同月末に安田帆花と改名し、ジョリーロジャーへ移籍。鉄道アイドルステーション♪に見習い乗務員として加入。2016年3月8日をもってグループ卒業。他のメンバーは全員芸能界引退という異例のことであった。
2016年6月26日、"海賊"をコンセプトにしたアイドルグループ・黄金時代のピンク担当（センター）として加入。10月に事務所倒産のためにフリーランスとなるがグループは継続。11月4日付けで東洋レコーディングのレーベル「スカイミュージック」所属となる。2017年12月30日、AKIBAカルチャーズ劇場公演を持ってグループ解散。事務所を退所。
2018年5月5日、テレビ朝日『ラストアイドル』に永井穂花として出演した。本名名義でのメディア出演は子役時代以来となった。番組でのバトルでは敗退したが、同年10月より2期生アンダーメンバーとして活動を開始した。2019年6月10日、ラストアイドルを7月28日をもって卒業し芸能界から引退することを発表した。
2022年3月16日、アイドルグループ・YORISOERUのメンバーとして芸能活動を再開することが発表された。
2023年1月16日より「きみにYORISOERU」として新体制発足。
2023年12月25日、「きみにYORISOERU」現体制終了。
2024年7月16日、「強がりセンセーション」新体制発表、リーダーとして加入する事が発表された。

## 出演

### テレビ
- Matthew's Best Hit TV（2005年、テレビ朝日）
- スペシャルドラマ氷点（2006年、テレビ朝日） - 辻口ルリ子（幼少期） 役
- 斉藤さん（2008年、日テレ） - 園児 役
- 大河ドラマ篤姫（2008年、NHK） - 於一（3歳） 役
- FILM FACTORY「魔法の飛行機～」（2008年8月18日、25日、テレビ東京） - 少女 役
- 仮面ライダーディケイド（2009年、テレビ朝日） - 園児 役
- LADY〜最後の犯罪プロファイル〜 第2話（2011年1月14日、TBS） - 琴美（幼少期） 役
- ラストアイドル（2018年5月5日、10月13日 - 、テレビ朝日） - 3rdシーズン 挑戦者 → 2期生アンダーメンバー

### 映画
- オボエテイル・前世の記憶（2005年） - 修子（幼少期） 役
- 山形国際ムービーフェスティバル スカラシップ作品「Lost&Found」（2007年）
- デトロイト・メタル・シティー（2008年） - ひなちゃん 役
- 吸血少女対少女フランケン（2009年） - 有角もなみ（幼少期） 役
- 冷たい部屋（2010年） - 知香 役
- 雨に慣れたら（2010年） - 香織 役

### CM
- 第一三共ヘルスケア「マキロン・かゆみどめ液Ｐ‐ポケモンが目印篇‐」　2011年
- バンダイ「キャラデコ・クリスマスケーキ」　2009年
- ユニバーサル・スタジオ・ジャパン「マジカル・スターライト・パレード」　2009年・2010年
- ハウス食品「麦茶」　2007年
- Canonデジタルビデオカメラ「DIGIC」2007年

### スチール
- 子供服「キャット」
- 図書印刷「小学1年生入学準備号」
- トイザらス（カタログ）
- 大和ハウス工業「XEVO」
- 昭島「MORI TOWN」
- 東芝「洗濯乾燥機」
- ベネッセ「ボンメルシィ！」春号
- 富士フイルム店頭サンプル
- 学研「家庭学習教材」
- ぴあ「こどもと遊ぼう」夏号
- イトーヨーカ堂
- 集英社「LEE」12月号
- ぴあ「こどもと遊ぼう」夏号
- リクルート「赤すぐキッズ」
- ブティック社「子供ブティック」
- 髙島屋
- イオングループ子供乗せ自転車
- ドラッグストアHAC月刊無料情報誌
- ユニクロ冬号
- ブティック社「上品な赤ちゃん服」
- ナイスディファミリー夏号